# احمد کرمی (سیاستمدار)
احمد کرمی (زادۀ قدح، شهرستان آبدانان - ) سیاستمدار اهل ایران است که از آبان سال ۱۴۰۳ به‌عنوان استاندار استان ایلام منصوب شده است.

## زندگی
احمد کرمی در روستای قدح در شهرستان آبدانان در استان ایلام به دنیا آمده است. او در دانشگاه در رشتۀ کارشناسی عمران تحصیل کرد و سپس در مقطع دکترا به تحصیل در رشتۀ برنامه‌ریزی شهری پرداخته است. دانشگاه محل تحصیل وی مشخص نیست.

## سوابق
احمد کرمی ابتدا به معاونت برنامه‌ریزی فرمانداری ایلام منصوب شد. پس از آن به عنوان فرماندار شهرستان دره‌شهر تعیین شد. سپس ۳۳ ماه معاون هماهنگی امور عمرانی استانداری ایلام بود. در همان زمان با حکم استاندار وقت ایلام محمدرضا مروارید به عنوان مشاور استاندار در امور زیربنایی منصوب شد.
کرمی از بهمن ۱۳۹۲ تا ۲ دی ۱۳۹۶ مدیرکل مدیریت بحران استان ایلام بود. او یک بار دیگر از ۲ دی ۱۳۹۶ تا ۲ بهمن ۱۴۰۰ به عنوان معاون هماهنگی امور عمرانی استانداری ایلام منصوب شد.
احمد کرمی در ۱۶ آبان ۱۴۰۳ با معرفی وزیر کشور و رای اعتماد هیئت وزیران توسط مسعود پزشکیان به‌عنوان استاندار ایلام منصوب شد.